# Hugo Fricke

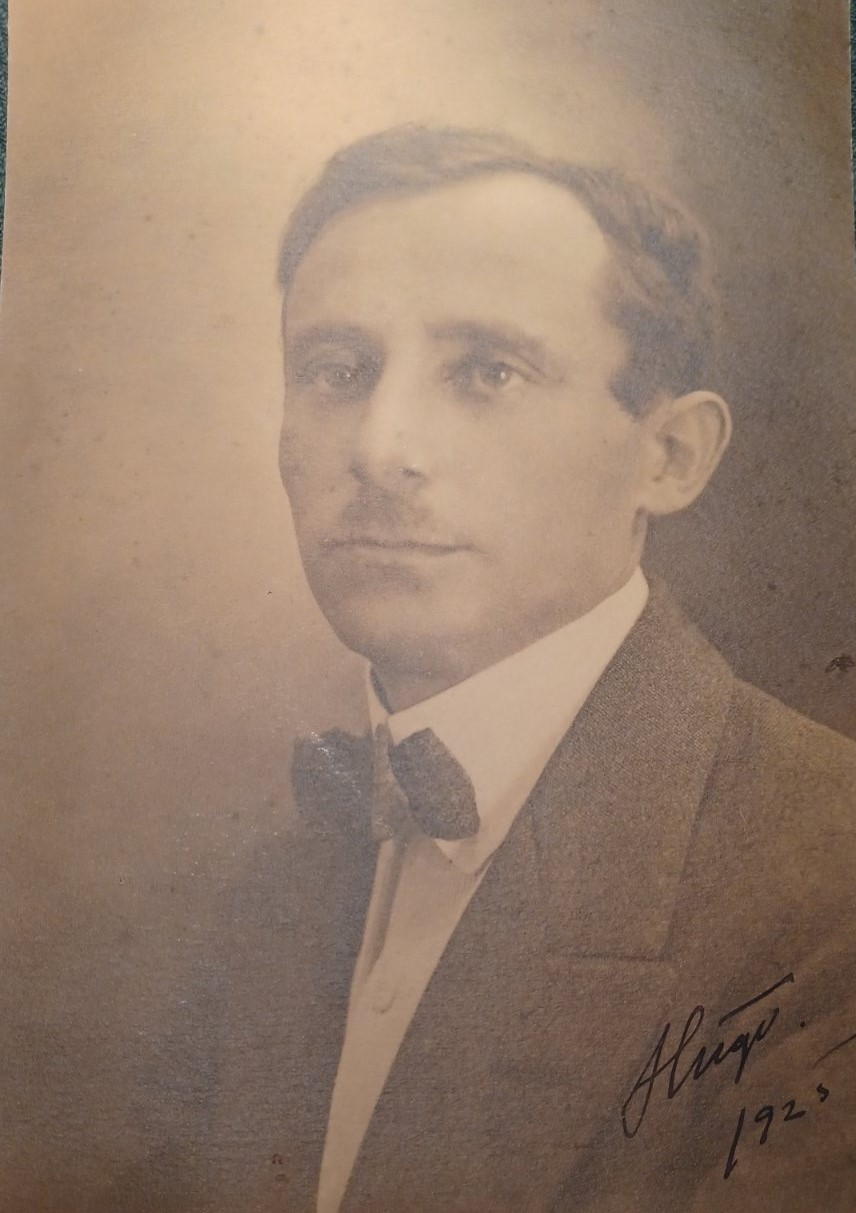
Hugo Fricke, 1923

Hugo Fricke (* 15. August 1892 in Aarhus, Dänemark; † 5. April 1972 in Huntington, New York, USA) war ein dänisch-amerikanischer Physiker, der sich mit den chemischen (Radiolyse) und biologischen (Strahlenbiologie) Auswirkungen von Röntgen- und Elektronenstrahlen befasst hat und der dabei auch das nach ihm benannte Fricke-Dosimeter erfunden hat. Experimentell entdeckte er 1920 erstmals eine Feinstruktur im Absorptionsspektrum für die K-Kante in Verbindungen von Mg, Fe und Cr. Auch zur Theorie der Impedanzmessungen leistete er wichtige Beiträge.

## Leben
Fricke studierte von 1910 bis 1916 an der Universität Kopenhagen, wo er auch als Assistent für Niels Bohr gearbeitet hat. 1919 emigrierte er in die USA. Er arbeitete von 1928 bis 1955 im Cold Spring Harbor Laboratory in Cold Spring Harbor, ab 1955 für das Argonne National Laboratory und ab 1966 für das dänische Atomenergielabor, das heutige Risø DTU. 1949 heiratete er Dorothy Newman.

## Ehrungen
1972 wurde ihm die Weiss-Medaille der Association for Radiation Research zuerkannt. Seit 1928 war er Fellow der American Physical Society.